# Gyulamonostor
Gyulamonostor (románul: Mănăstirea) falu Romániában, Máramaros megyében, a történeti Máramarosban.

## Fekvése
Máragyulafalva és Aknasugatag között félúton fekszik.

## Története
A máragyulafalvi kolostor körül alakult ki, amely a 17. század végén ortodox püspöki székhely is volt. Valószínűleg innen származik a bikszádi kolostor csodatévő Mária-ikonja. 1956-ban vált ki Máragyulafalvából.
1910-ben 159 román anyanyelvű, görögkatolikus vallású lakosa volt.
2002-ben 160 román nemzetiségű lakosából 71 volt ortodox és 64 görögkatolikus vallású.

## Látnivalók
- A kolostort először 1653 előtt említi oklevél, és az egykori kolostor fatemploma is a 17. században épült. 1809 után hagyták el szerzetesei, ezt követően a kolostor körül kialakult település templomaként működött. Harangját 1679-ben öntötték, belsejében egy 1712-ből származó sírkő is található. Belsejének falfestményeit és a bejárat melletti fal külső festését 1783-ban készítették. Jelenleg közösen használják az ortodoxok és a görögkatolikusok. 2000-ben a templom kegytárgyait ellopták, és az értékek majdnem fele máig sem került elő.